# Sclerocactus
Sclerocactus ("cactus dur", en grec) és un gènere amb catorze espècies de cactus xeròfits.
Aquests cactus es troben a gran altituds en els deserts, com l'altiplà del Colorado i la Gran Conca als Estats Units. Suporten climes extrems d'estius calorosos i hiverns sota zero.

## Característiques
Posseeixen tiges rígides amb moltes costelles cobertes d'espines ganxudes.

## Taxonomia
- Sclerocactus glaucus
- Sclerocactus mesae-verdae
- Sclerocactus nyensis
- Sclerocactus papyracanthus
- Sclerocactus parviflorus
- Sclerocactus polyancistrus
- Sclerocactus pubispinus
- Sclerocactus spinosior
- Sclerocactus uncinatus
- Sclerocactus wetlandicus
- Sclerocactus whipplei
- Sclerocactus wrightiae

## Sinonímia
- Ancistrocactus Britton i Rose
- Coloradoa Boissev. i C.Davidson
- Glandulicactus Backeb.
- Toumeya Britton i Rose